# Choi Chul-soon
Choi Chul-soon (최철순?, 崔喆淳?; 8 febbraio 1987) è un calciatore sudcoreano, difensore del Jeonbuk Hyundai Motors.

## Palmarès

### Club

#### Competizioni internazionali
- AFC Champions League: 1

Jeonbuk Hyundai: 2016